# Спиладельфы
Спиладельфы (лат. Spiladelpha) — род божьих коровок из подсемейства Coccinellinae. Синоним - Ceratomegilla.

## Описание
Коготки с небольшим зубцом на основании. У самцов первый и второй сегменты лапок округлённо расширены. Чёрное пятно на переднеспинки с ровными краями.

## Систематика
В составе рода:
- Spiladelpha barovskii Semenov-Tian-Shanski & Dobrzhanski 1923
- Spiladelpha kiritshenkoi
- Spiladelpha longula